# شتاتبروتسلتن
اشتات برتسلتن (بالألمانية: Stadtprozelten) هي place with town rights and privileges و بلدة ألمانية تقع في ألمانيا في بافاريا.